# Гільдеберт (архієпископ Майнца)
Гільдеберт (Гільтіберт) (фр. Hildebert de Lavardin; д/н — 31 травня 937) — архієпископ Майнцької кафедри з 927—937 роках.

## Життєпис
Франк за походженням. Освіту отримав у Фульдському монастирі. Своїми заслугами досяг того, що став настоятелем цього монастиря, а потім був зведений у сан архієпископа Майнцької кафедри. Це був чоловік дивовижної святості, і крім мудрості, якою його наділила природа, він був дуже відомий своєю вченістю. Про нього говорили, що він, крім інших дарованих йому якостей, має дар пророцтва. Коли між архієпископами, а саме між архієпископами Трирським і Кельнським, виникла суперечка про те, кому належить присвячувати короля і [домагання] першого [ґрунтувалися на тому], що його єпископство давнє і засноване нібито святим апостолом Петром, а другого [на тому], що місце відносилося до його діоцезу, то хоча кожен з них вважав, що честь посвячувати в королі належить йому, однак і той і другий поступилися її Гільдеберту, який мав усі відомі високі гідності.